# آن ماري إدي
آن ماري إدي هي مؤرخة فرنسية للعصور الوسطى، ومتخصصة في شؤون الشرق الأدنى والحروب الصليبية، وُلِدَت عام 1950.

## السيرة الذاتية
ولدت آن ماري إدي عام 1950 في لبنان، من عائلة فرنسية تضم عدة وزراء (إثر الاستعمار الفرنسي للبنان). انتقلت إلى باريس عام 1968 ودرست اللغة العربية مرةً أخرى. بعد تدريب عام في التأريخ حصلَت على درجة الماجستير، مع بيير فيدال ناكيه، وَجَّهَت (تحت إشراف دومينيك سورديل، وفي إطار تعاون مع كلود كاهين) نحو العالم العربي والإسلامي: «أردت أن أبحث في التاريخ البيزنطي. ولكن بسبب معرفتي باللغة العربية، وضعفي الشديد باللغة اليونانية، فقد تحولت بطبيعة الحال إلى المجالات التي يمكنني فيها استخدام اللغة العربية، وبالتالي إلى مجال التاريخ العالم العربي والإسلامي».
عُيِّنَت محاضرة في جامعة بانتيون سوربون ثم أستاذة تاريخ للقرون الوسطى في جامعة ريمس، ثم مديرة أبحاث في المركز الوطني الفرنسي للبحث العلمي، حيث ترأست معهد الأبحاث وتاريخ النصوص قبل ذلك. ثم اُتُخِبَت أستاذة لتاريخ القرون الوسطى في جامعة بانتيون سوربون. يركز عملها على:
1. السياسة والمجتمع والاقتصاد في سوريا في العصور الوسطى، خاصةً فترة سلطنة صلاح الدين والأيوبيين.
2. تمثيل السلطة والعلاقات بين الصليبيين والمسلمين في الشام.[5][6][7]

## منشوراتها الرئيسة
- عز الدين بن شداد، وصف شمال سوريا، ترجمة مشروحة، دمشق 1984.
- المكين بن العامد، تاريخ الأيوبيين (602-658 / 1205-6-1259-60)، الترجمة الفرنسية المشروحة، باريس، 1994 (بالتعاون مع فرانسواز ميتشيو)
- الجاليات المسيحية في البلدان الإسلامية، من القرن السابع إلى القرن الحادي عشر، باريس، 1997 (بالتعاون مع ف. ميشو ومركز حقوق الإنسان بيكار).
- إمارة حلب الأيوبية، 579/1183-658/1260، فرايبورغ للدراسات الإسلامية، 1999
- المشرق في زمن الحروب الصليبية. نصوص عربية مختارة، ج. ف. - فلاماريون، باريس، 2002 (بالتعاون مع فرانسواز ميشو)
- صلاح الدين، فلاماريون، باريس، 2008، ريد. 2012
- القوى في الإسلام (القرن العاشر إلى الخامس عشر)، التوثيق الفرنسي، 2015 (بالتعاون مع أنليس نيف)
- الحكم في الإسلام (القرن 10-15). النصوص والوثائق ، باريس ، منشورات السوربون ، 2015 (بالتعاون مع سيلفي دينوا)

## طالِع أيضًا

### فهرس
- عايدة كنفاني الزهارCatégorie:Utilisation du paramètre auteur dans le modèle article, « آن ماري إدي ، فرانسواز ميشو ، كريستوف بيكار ، الجاليات المسيحية في البلدان الإسلامية. من بداية القرن السابع إلى منتصف الحادي عشر », في أرشيفات العلوم الاجتماعية للأديان], no 116, تشرين الأول - كانون الأول 2001, ص.

93-156 [النص الكامل].
- طومس بريسونCatégorie:Utilisation du paramètre auteur dans le modèle article, « المثقفون العرب والاستشراق الباريسي (1955-1980): كيف نفكر في تحول المعرفة في العلوم الإنسانية؟ », في Revue française de sociologie, vol. 49, فبراير 2008, ص.

269-299 [النص الكامل, lien DOI].
- طومس بريسونCatégorie:Utilisation du paramètre auteur dans le modèle article, « نشأة ثنائية اللغة العلمية: حالة المثقفين العرب في فرنسا », في اللغة والمجتمع, no 126, أبريل 2008, ص.

75-91 [النص الكامل, lien DOI].
- باتريك بوشرونCatégorie:Utilisation du paramètre auteur dans le modèle article, « "صلاح الدين" ، آن ماري إدي: صلاح الدين الرائع », في العالم, 20 نوفمبر 2008 [النص الكامل].
- « صلاح الدين العظيم », في النقطة, 11 ديسمبر 2008 [النص الكامل].
- (بالإنجليزية) مايكل ب. براديCatégorie:Utilisation du paramètre auteur dans le modèle article, « "صلاح الدين" لآن ماري إيدي », في بوسطن غلوب, 7 نوفمبر 2011 [النص الكامل].
- هوغو باربيوكسCatégorie:Utilisation du paramètre auteur dans le modèle article, « الحروب الصليبية الأبدية: إعادة عرض "المعلومات في الرجعية" بتاريخ 21/11/2015 », في مجلس الشيوخ العام, 20` نوفمبر 2015 [النص الكامل].

### روابط خارجية
- "آني ماري إدي". فرانس إنتر (بالفرنسية). FI. Archived from the original on 2016-03-07..
- "آني ماري إدي". س ن ر س فريق ي م ر 8167 "إسلام القرون الوسطى" (بالفرنسية). IM. Archived from the original on 2019-04-22..